# Langues athapascanes

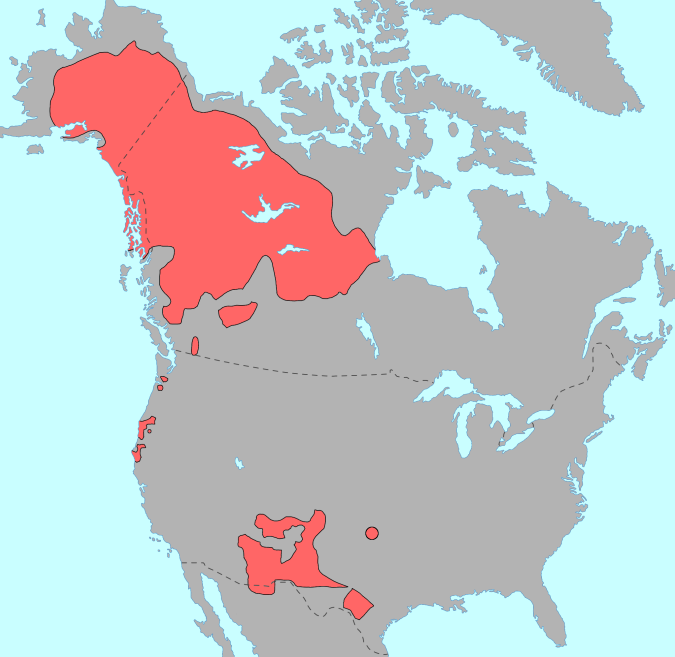
Distribution pré-coloniale des langues na-déné (athapascanes + eyak + tlingit)

Le terme athapascan ou athabascan, ainsi que le terme déné, désigne un vaste ensemble de peuples amérindiens et la famille de langues qu’ils parlent. Ces peuples sont principalement répartis en deux grandes zones géographiques en Amérique du Nord : le Sud-Ouest et le Nord-Ouest. La famille des langues athapascannes est l’une des plus importantes du continent, à la fois par le nombre de langues qu’elle regroupe et par le nombre total de locuteurs (toutefois, si l'on inclut la famille des langues uto-aztèques, qui s’étend jusqu’en Amérique centrale, celle-ci dépasse les langues athapascannes en nombre de locuteurs). En revanche, seules les langues algiques couvrent un territoire plus vaste.
Les langues athapascannes appartiennent à la branche athapascan-eyak, elle-même incluse dans la famille des langues na-dené.
Le mot athapascan provient du mot en langue cri désignant le lac Athabasca au Canada.
Les vingt-quatre langues athapascanes septentrionales sont parlées dans tout l'intérieur de l'Alaska et du Nord-Ouest du Canada, dans le Yukon et les Territoires du Nord-Ouest aussi bien que dans les provinces de Colombie-Britannique, Alberta, Saskatchewan et Manitoba. Plusieurs langues athapascanes sont des langues officielles dans les Territoires du Nord-Ouest, notamment le chipewyan, l'esclave (esclave du Nord et esclave du Sud), le gwichʼin et le tlicho.
Les sept langues athapascanes de la côte pacifique sont parlées dans le Sud de l'Oregon et le Nord de la Californie. Isolées des langues septentrionales et de celles de la côte, les six langues athapascanes méridionales, comprenant les diverses langues apaches et navajo, sont parlées dans le Sud-Ouest des États-Unis et le Nord-Ouest du Mexique.
L'eyak et les langues athapascanes forment un groupe appelé athapascan-eyak. Le tlingit est relié de façon lointaine à ce groupe, avec lequel il forme la famille linguistique na-dené.

## Classification

### Vue d'ensemble
La famille des langues athapascanes se répartit en trois groupes géographiques : septentrional, côte pacifique et méridional. Le fait que les langues de la côte pacifique constituent un groupe génétique valide reste un objet de discussions entre linguistes. Le groupe septentrional est quant à lui particulièrement problématique. En raison de l'absence des critères d'innovation partagée et de correspondances phonétiques, habituellement utilisés pour définir des regroupements corrects, la famille athapascane (en particulier les langues septentrionales) a été qualifiée de « complexe cohésif » par Michael Krauss (1973, 1982). Ainsi, le modèle théorique d'arborescence génétique de la famille (Stammbaumtheorie) est peut-être inapproprié. Les langues de la branche méridionale sont bien plus homogènes et constituent le seul sous-groupe clairement génétique.
La liste ci-dessous présente les branches principales de la famille athapascane. Elle est basée sur la classification de Keren Rice (voir Goddard 1996, et Mithun 1999).
1. Alaska du sud
2. Alaska central et Yukon
3. Canada du nord-ouest
4. Tsetsaut
5. Colombie-Britannique centrale
6. Sarsi
7. Kwalhioqua-Tlatskanai
8. Athapascan de la côte Pacifique
9. Apache

Les branches 1 à 7 correspondent au groupe (régional) athapascan septentrional. Le Kwalhioqua-Tlatskanai (no 7) a été souvent rattaché au groupe de la côte pacifique, mais, dans une réflexion récente, Krauss le trouve plutôt assez différent des autres langues de ce groupe.
Une autre classification a été développée par Jeff Leer (Tuttle et Hargus 2004:72-74):
1. Alaska (Ahtna, Dena’ina, Deg Hit’an, Koyukon, Kolchan, Lower Tanana, Tanacross, Upper Tanana, loucheux, Han)
2. Yukon (Tsetsaut, N. Tutchone, S. Tutchone, Tagish, Tahltan, Kaska, Sekani, Dunneza)
3. Colombie-Britannique (Babine-Witsuwit’en, porteur, Chilcotin)
4. Régions orientales (Dene Suline, esclave, tlicho)
5. Régions méridionales (Tsuut’ina, Apachean, Pacific Coast Athabaskan)

Pour l'instant, on doit encore considérer les détails de l'arborescence de la famille athapascane comme provisoires.
On trouvera les listes détaillées des langues, dialectes et sous-dialectes dans les articles consacrés aux trois groupes principaux (Langues athapascanes septentrionales, Langues athapascanes de la côte pacifique et Langues athapascanes méridionales).
Note : Faute de correspondance bien établie des noms des langues athapascanes en français, les dénominations originales de l'article en anglais (en:Athapascan languages) sont conservées dans les listes ci-dessous sauf quand les traductions sont bien établies au Canada (par exemple esclave, porteur, tlicho, etc.).

### Langues athapascanes septentrionales
- Sous-groupe du sud de l'Alaska
  - 1. Ahtna
  - 2. Dena’ina (tanaina)
- Sous-groupe de l'Alaska central et du Yukon
  - 3. Deg hit'an (ingalik, deg xinag)
  - 4. Holikachuk (innoko)
  - 5. Koyukon
  - 6. Kolchan (goltsan, dinak’i)
  - 7. Tanana (bas tanana)
  - 8. Tanacross
  - 9. Haut tanana
  - 10. Tutchone du Sud
  - 11. Tutchone du Nord
  - 12. Gwich’in (loucheux, kutchin)
  - 13. Hän (han)
- Sous-groupe du nord-ouest du Canada
  - Tahltan-tagish-kaska
    - 14. Tagish
    - 15. Tahltan
    - 16. Kaska

  - 17. Sekani
  - 18. Danezaa (Beaver)
  - Esclave-peau-de-lièvre
    - 19. Esclave (slavey)
    - 20. Mountain
    - 21. Bearlake
    - 22. Peau-de-lièvre

  - 23. Tlicho (tłı̨chǫ, flanc-de-chien, dogrib)
  - 24. Chipewyan (déné, dëne sųłiné)
- Sous-groupe tsetsaut
  - 25. Tsetsaut
- Sous-groupe de la Colombie-Britannique centrale
  - 26. Babine (porteur du Nord)
  - 27. Porteur
  - 28. Chilcotin (tsilhqot’in)
  - 29. Nicola (stuwix)
- Sous-groupe Sarsi
  - 30. Sarsi (sarcee, tsuu T’ina)
- Sous-groupe kwalhioqua-clatskanie
  - 31. Kwalhioqua-clatskanie (kwalhioqua-tlatskanie)

### Langues athapascanes de la côte pacifique
- Sous-groupe athapascan de Californie
  - 32. Hupa (houpa)
  - 33. Mattole-Bear River
  - 34. Eel River (en)
- Sous-groupe athapascan de l'Oregon
  - 35. Upper Umpqua
  - 36. Rogue River (Tututni)
  - 37. Galice-Applegate
  - 38. Tolowa

### Langues athapascanes méridionales(langues apaches)
- Sous-groupe apache des plaines
  - 39. Apache des Plaines (kiowa-apache)
- Sous-groupe apache occidental
  - Chiricahua-Mescalero
    - 40. Chiricahua
    - 41. Mescalero

  - 42. Navajo (navaho)
  - 43. Apache occidental
- Sous-groupe apache oriental
  - 44. Jicarilla
  - 45. Lipan

## Liste des langues par région
La liste ci-dessous présente les langues athapascanes selon leur distribution géographique.
- Alaska : ahtna, deg hit’an, dena'ina, gwich’in, hän, holikachuk, koyukon, tanana, tanacross, Tsetsaut, haut kushokwin, haut tanana
- Yukon : gwich’in, hän, kaska, mountain, tagish, tutchone, haut tanana
- Territoires du Nord-Ouest : bearlake, chipewyan ; gwich’in, esclave, mountain, peau-de-lièvre, tlicho.
- Nunavut : chipewyan
- Colombie-Britannique : babine, castor, porteur, chilcotin, kaska, nicola (éteinte), sekani, esclave, tagish, tahltan, tsetsaut
- Alberta : castor, chipewyan, sarsi, esclave.
- Saskatchewan : chipewyan
- Washington : chilcotin, kwalhioqua-clatskanie (willapa, suwal), nicola (éteinte).
- Oregon : Galice-Applegate (Galice, Applegate), Kwalhioqua-Clatskanie (Clatskanie), Rogue River (Chasta Costa, Euchre Creek, Tututni, Upper Coquille), tolowa, haut umpqua
- Californie du nord : Eel River, hupa, Mattole-Bear River, tolowa
- Utah : navajo
- Colorado : jicarilla, navajo
- Arizona : chiricahua, navajo, apache occidental
- Nouveau-Mexique : chiricahua, mescalero, jicarilla, lipan, navajo
- Texas : mescalero, lipan
- Oklahoma : chiricahua, jicarilla, apache des Plaines
- Mexique (nord-ouest) : chiricahua.

## Proto-athapascan

### Phonologie
- Une reconstruction récente de la langue proto-athapascane qui se compose de 40 consonnes (Cook, 1981 ; Krauss et Golla, 1981 ; Krauss et Leer, 1981 ; Cook et Rice, 1989), comme présenté ci-dessous :

| Constrictives |             |                 |                 |                 |                 |                 |                 |                 |                 |                 |                 |
|               |             | Bilabiale       | Alvéolaire      | Alvéolaire      | Palatale        | Palatale        | Vélaire         | Uvulaire        | Uvulaire        | Glottale        |                 |
| Centrale      | Latérale    | Bilabiale       | simple          | labiale         | simple          | labiale         | Vélaire         |                 |                 | Glottale        |                 |
| Occlusive     | non aspirée |                 | t               |                 |                 |                 | k               | q               | qʷ              |                 |                 |
| Occlusive     | aspirée     |                 | tʰ              |                 |                 |                 | kʰ              | qʰ              | qʷʰ             |                 |                 |
| Occlusive     | glottale    |                 | t’              |                 |                 |                 | k’              | q’              | q’ʷ             | ʔ               |                 |
| Affriquée     | non aspirée |                 | ts              | tɬ              | tʃ              | tʃʷ             |                 |                 |                 |                 |                 |
| Affriquée     | aspirée     |                 | tsʰ             | tɬʰ             | tʃʰ             | tʃʷʰ            |                 |                 |                 |                 |                 |
| Affriquée     | éjective    |                 | ts’             | tɬ’             | tʃ’             | tʃ’ʷ            |                 |                 |                 |                 |                 |
| Fricative     | sourde      |                 | s               | ɬ               | ʃ               | ʃʷ              | x               | χ               | χʷ              | h               |                 |
| Fricative     | voisée      |                 | z               | ɮ               | ʒ               | ʒʷ              | ɣ               | ʁ               | ʁʷ              |                 |                 |
| Sonantes      |             |                 |                 |                 |                 |                 |                 |                 |                 |                 |                 |
| Nasale        | Nasale      | m               | n               |                 | ɲ               |                 |                 |                 |                 |                 |                 |
| Spirante      | Spirante    |                 |                 |                 | j               |                 |                 |                 | w               |                 |                 |
| Voyelle       | Voyelle     | \| i \| \| a \| | \| i \| \| a \| | \| i \| \| a \| | \| i \| \| a \| | \| i \| \| a \| | \| i \| \| a \| | \| i \| \| a \| | \| i \| \| a \| | \| i \| \| a \| | \| i \| \| a \| |
| i             |             |                 |                 |                 |                 |                 |                 |                 |                 |                 |                 |
| a             |             |                 |                 |                 |                 |                 |                 |                 |                 |                 |                 |

## Codes
- Code de langue IETF : ath